# Carlos Fuentes Ramos
Carlos Alberto Fuentes Ramos (9 de abril de 1968) es un exfutbolista chileno que se desempeñaba en la posición de defensa.

## Trayectoria
Comenzó su carrera profesional con los colores de Deportes Concepción el año 1988. Formó parte del plantel que participó en la Copa Libertadores 1991.En 1992 pasó a defender la camiseta de Cobreloa,donde se coronó como campeón de la Primera División de 1992.Luego de tres temporadas, pasó a Provincial Osorno, donde estuvo desde 1995 a 1999.
Tras una temporada con Universidad de Concepción, tuvo su última temporada como futbolista profesional durante la temporada 2001 con Deportes Puerto Montt.

## Selección nacional
En 1994 fue nominado por Mirko Jozic para la selección absoluta, donde disputó tres partidos, ante Francia y dos ante Arabia Saudita, en donde disputó un total de 217 minutos.

### Partidos internacionales
| 1     | 22 de marzo de 1994 | Estadio Gerland, Lyon, Francia         | Francia        | 3-1 | Chile |   |  | Mirko Jozić | Amistoso |
| 2     | 26 de marzo de 1994 | Estadio Rey Fahd, Riad, Arabia Saudita | Arabia Saudita | 0-2 | Chile |   |  | Mirko Jozić | Amistoso |
| 3     | 29 de marzo de 1994 | Estadio Rey Fahd, Riad, Arabia Saudita | Arabia Saudita | 2-2 | Chile |   |  | Mirko Jozić | Amistoso |
| Total | Total               | Total                                  | Presencias     | 3   | Goles | 0 |  |             |          |

| Selección chilena | Selección chilena | Selección chilena |
| Año               | Partidos          | Goles             |
| ----------------- | ----------------- | ----------------- |
| 1994              | 3                 | 0                 |
| Total             | 3                 | 0                 |

## Clubes
| Club                      | País  | Año       |
| ------------------------- | ----- | --------- |
| Deportes Concepción       | Chile | 1988-1991 |
| Cobreloa                  | Chile | 1992-1994 |
| Provincial Osorno         | Chile | 1995-1999 |
| Universidad de Concepción | Chile | 2000      |
| Deportes Puerto Montt     | Chile | 2001      |

## Palmarés

### Campeonatos nacionales
| Título           | Equipo   | País  | Año  |
| ---------------- | -------- | ----- | ---- |
| Primera División | Cobreloa | Chile | 1992 |

### Otros torneos oficiales
| Título                    | Equipo              | País  | Año  |
| ------------------------- | ------------------- | ----- | ---- |
| Liguilla Pre-Libertadores | Deportes Concepción | Chile | 1991 |